# マティス・マリス
マティス・マリス（Matthijs Maris、1839年8月17日 - 1917年8月22日）はオランダの画家である。パリで活動した後、ロンドンに移り、ロンドンでは幻想的な人物画を描いた。

## 略歴
デン・ハーグの出版業者の息子に生まれた。兄のヤコブ・マリス(Jacob Hendricus Maris:1837–1899)と弟のウィレム・マリス(Willem Maris:1844-1910)も画家になった。
1851年からハーグの画家、版画家のIsaac Cornelis Elink Sterkに学び、1852年から1855年までハーグの美術学校で海洋画家のマイヤー(
Louis Meijer)に学び、マイヤーの推薦で奨学金を得て、1855年から1858年までは兄の学んでいた アントウェルペンの王立美術アカデミーに移り、ニケーズ・ド・ケイゼルのもとで学んだ。アントウェルペンでは兄のヤコブと共同でスタジオを開いた。1858年にハーグに戻り、ハーグでも兄と同じスタジオで働き、肖像画の依頼などの報酬で兄弟は多くの芸術家が活動していたレンクムのオーステルベークで活動することができ、ヘラルト・ビルデルスやアントン・モーヴといった「ハーグ派」の画家と知り合った。
1860年には兄と、ライン川流域、スイスを旅し、フランスを通ってオランダに戻った。ケルンでは、19世紀のドイツ・ロマン主義絵画の展覧会を見て影響を受けた。オランダに戻った後、兄弟はアムステルダムやハーグで作品を展示したが、評価は得られなかった。ヤコブがパリに移り成功した後、パリにマティスを呼び1869年にマティスはパリに移った。普仏戦争の後、ヤコブはハーグに戻り、マティスはパリに残ったが、パリの多くの芸術家と同じように経済的に苦しい時代を送らなければならなかった。
スコットランド出身のデザイナーで画商のダニエル・カティアに勧められて、1877年にロンドンに移った。イギリスでは、幻想的な人物画を描いた。ロンドンで死去した。

## 作品

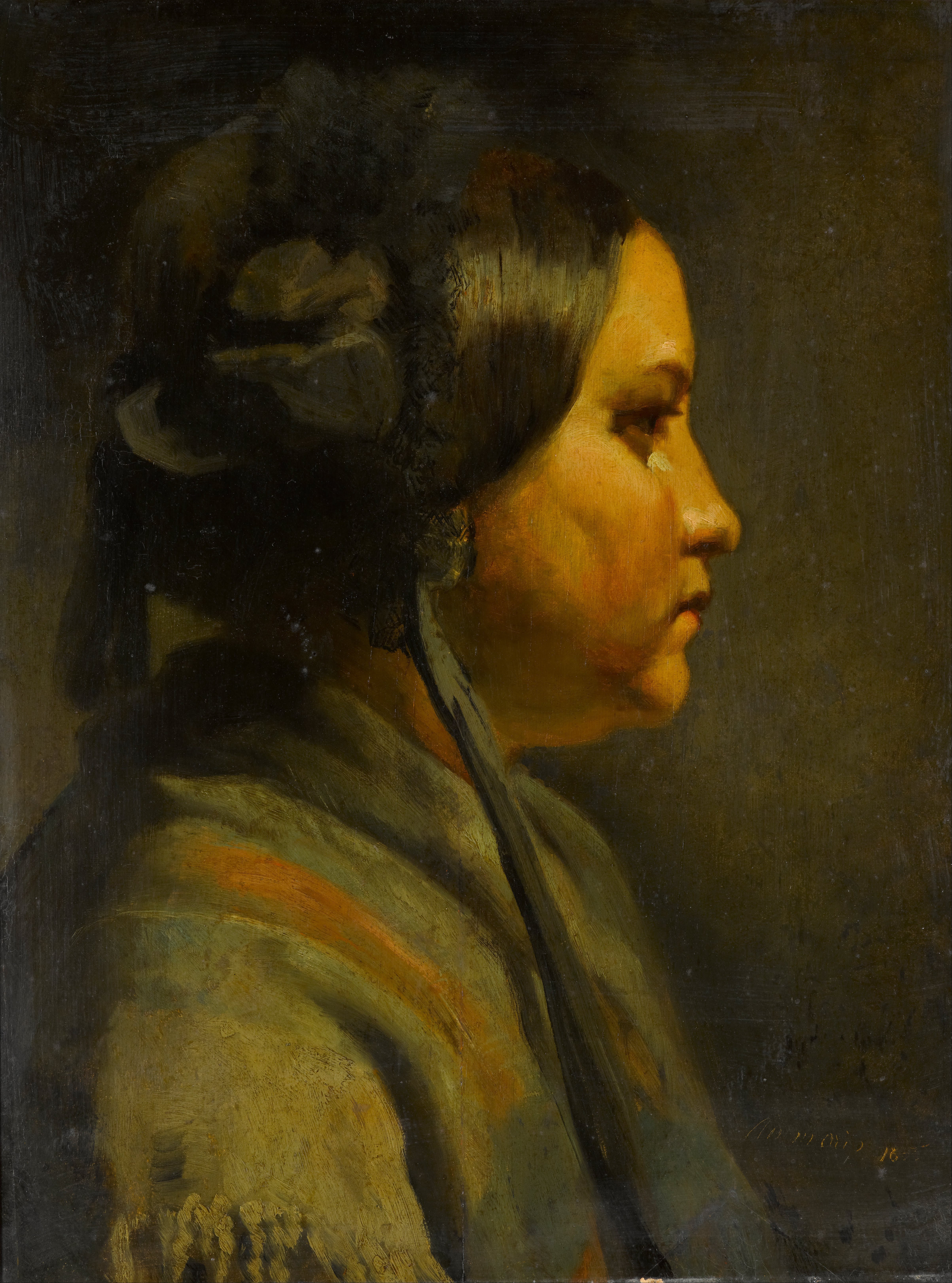
(1855)
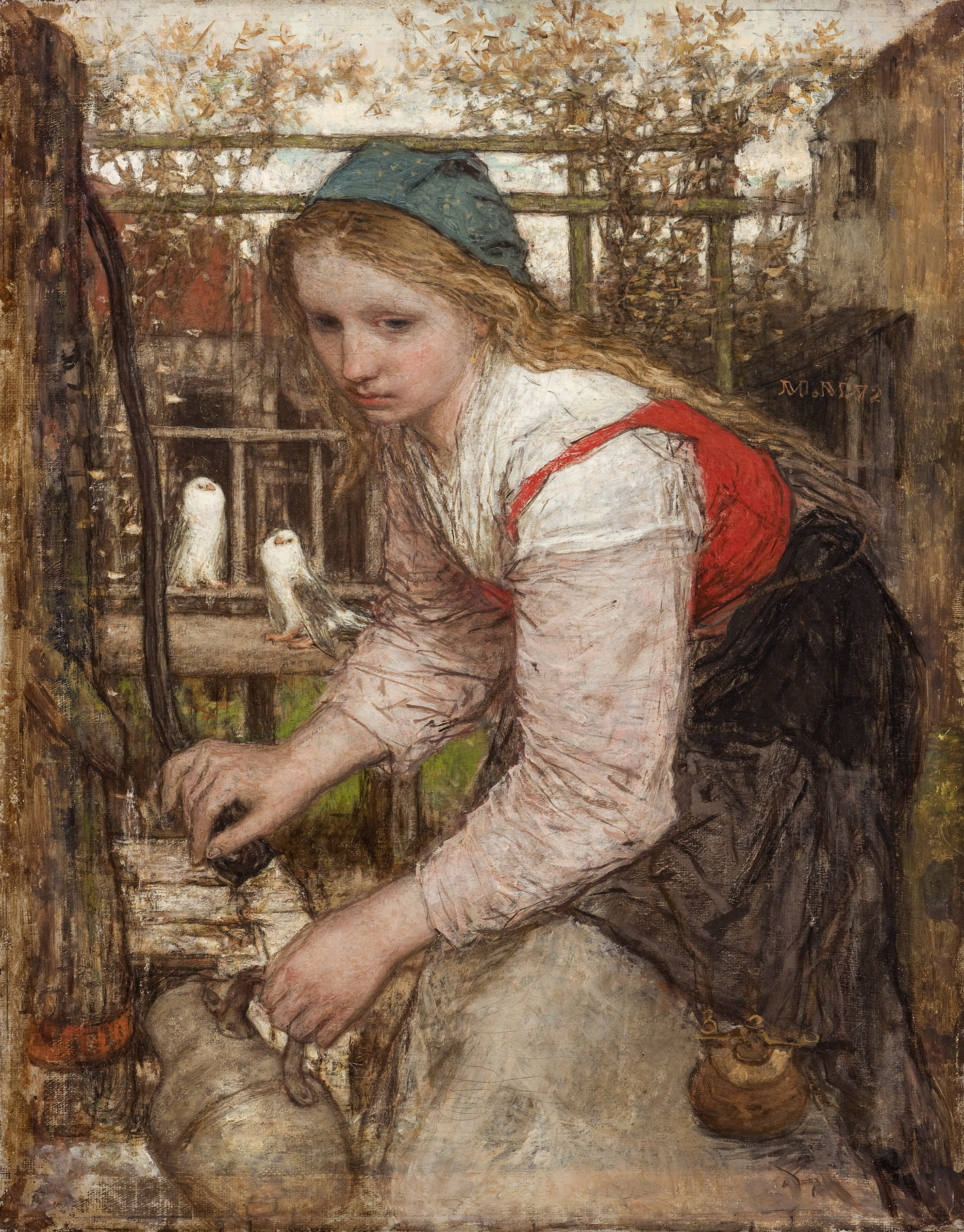
水をくむ少女(1872)
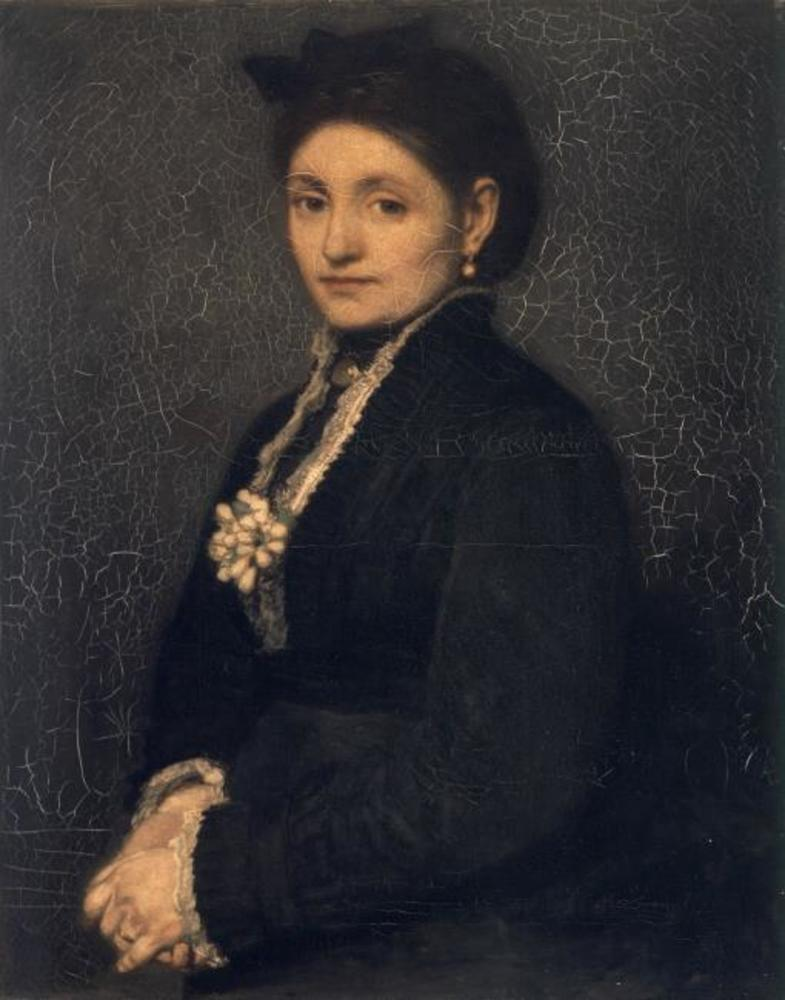
(1872)
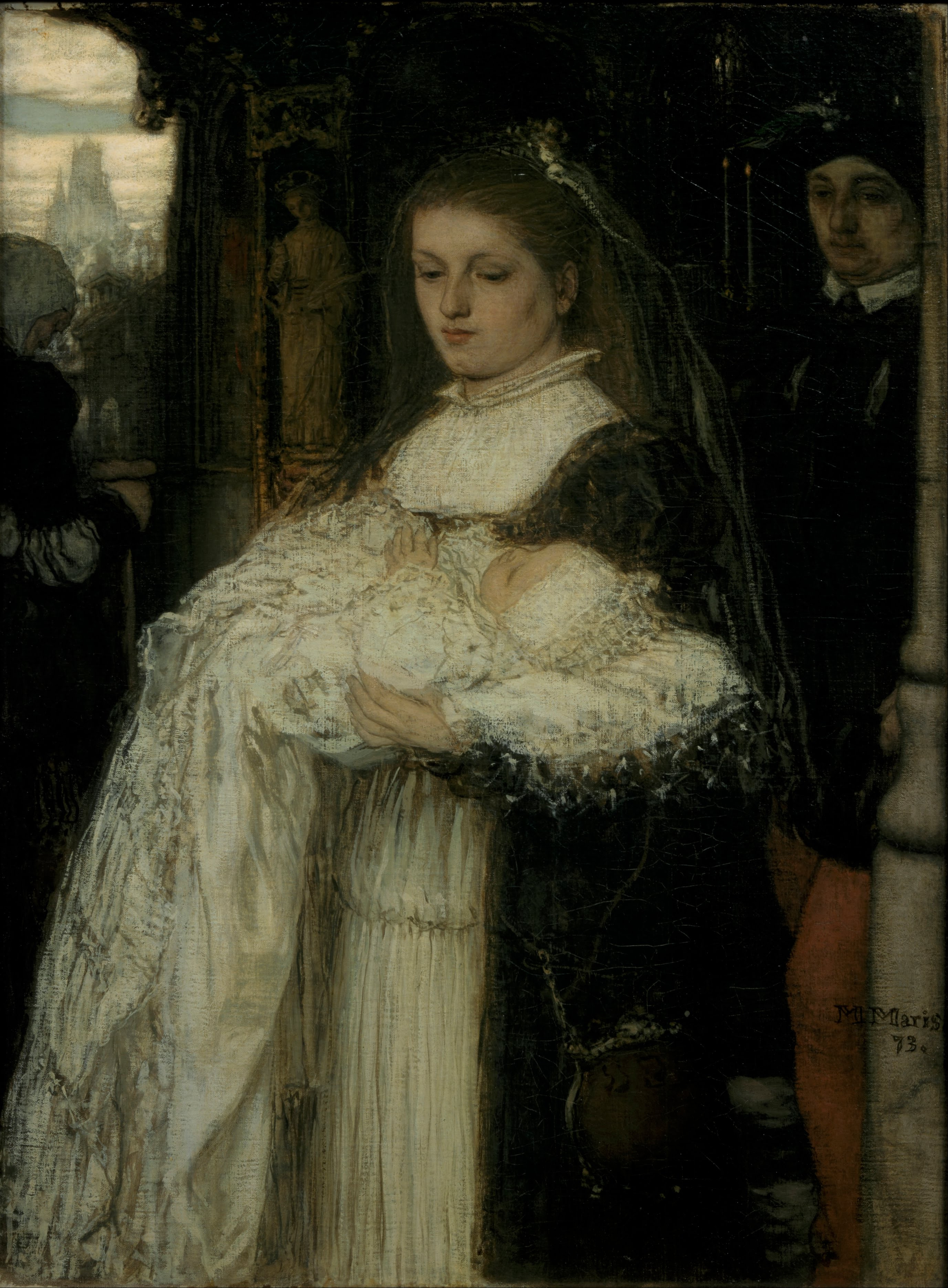
ローザンヌの洗礼式 (1873)
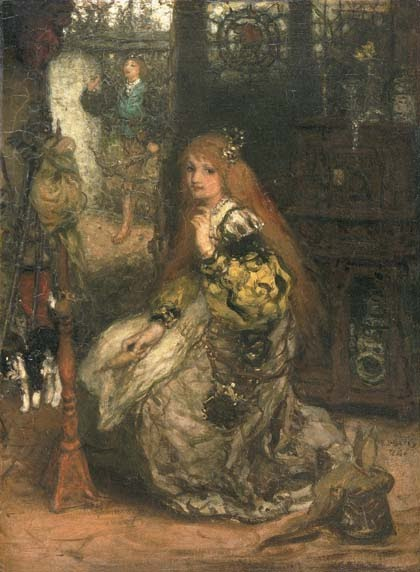
hij komt(1874)
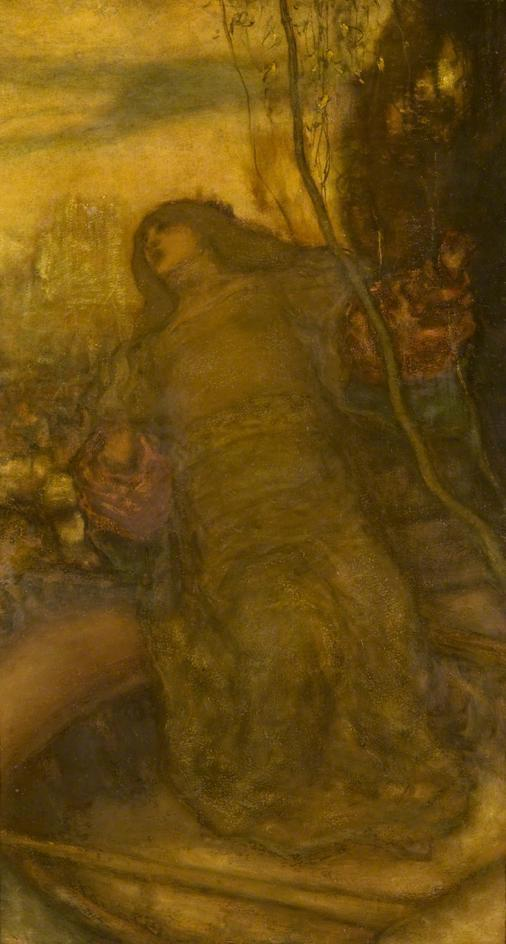
『シャロット姫』(1879/1882)
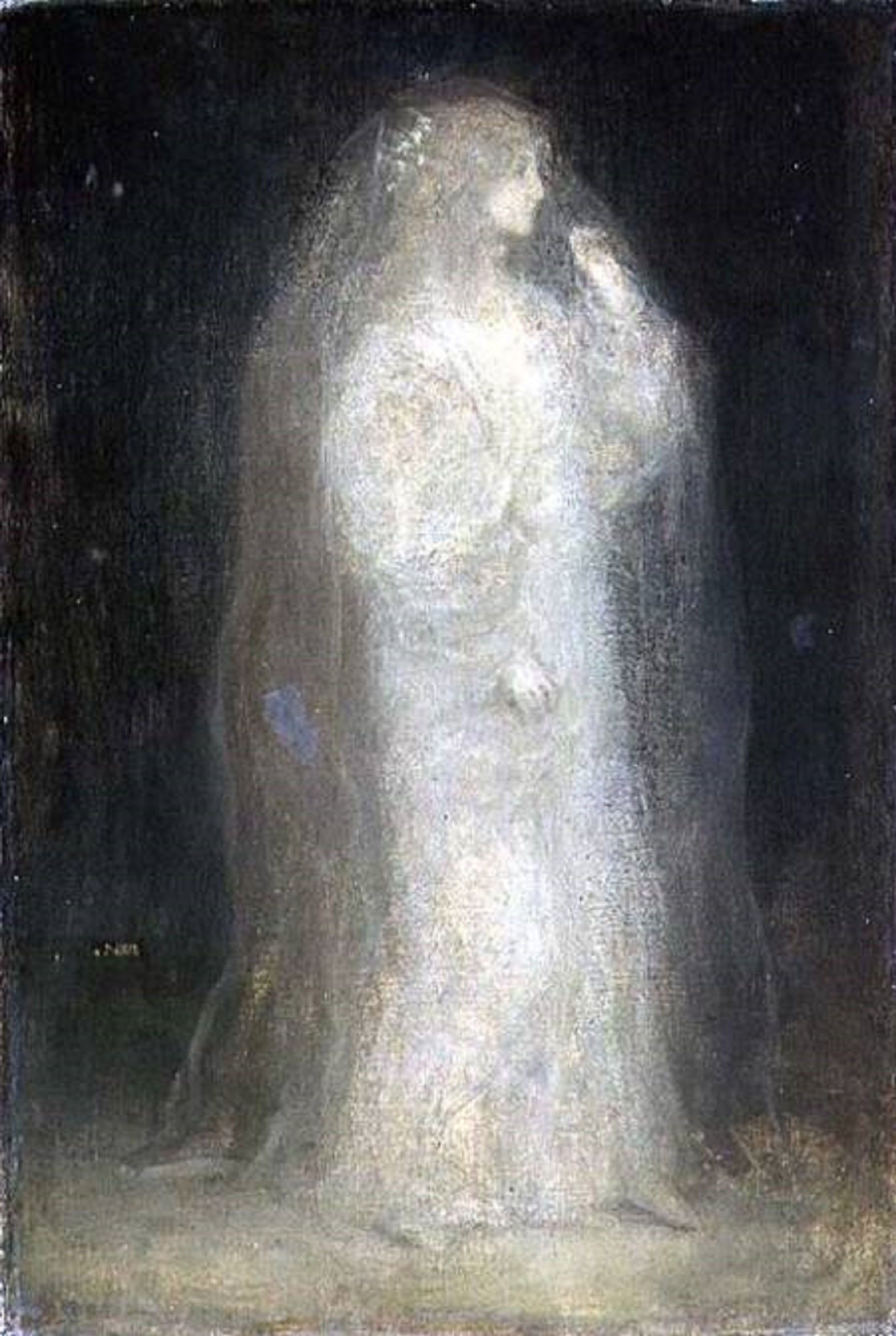
ベールをつけた花嫁 (1887)
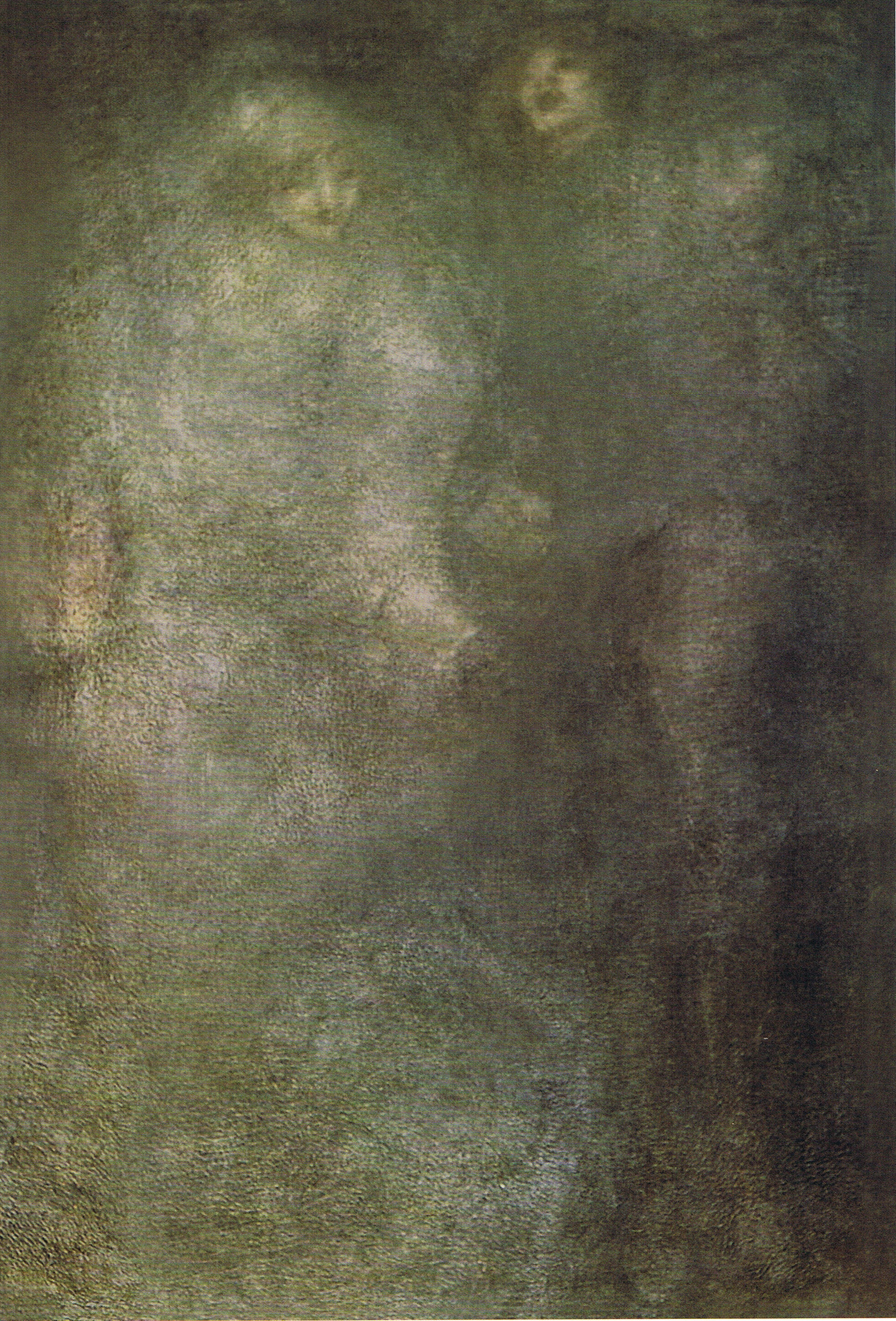
王様の子供たち (1890)